# Bilaspur
Bilaspur est une ville de l'État de Himachal Pradesh au nord-ouest de l’Inde, capitale du district du même nom, et la capitale d'un ancien État princier des Indes.

## Géographie
Bilaspur se trouve sur les rives du Govind Sagar, un lac artificiel au nord-ouest de Shimla.

## Histoire
La tradition crédite une femme pêcheur nommée Bilasa pour la fondation de la ville au VIIe siècle.
L'État de Kahlur a occupé le territoire du futur État de Bilaspur.
Kahn Chand, le onzième descendant de Bir Chand, conquiert Hindur et en fait don à son second fils, Sujit Chand, qui est l'origine de la dynastie régnante de Nalagarh.
La principauté a intégré l'Union indienne le 12 octobre 1948.

### Dirigeants:Râjas
- IXe siècle : Bir Chand
- XIIe siècle : Kahn Chand
- XIIe siècle : Ajit Chand
- 1570-1600 : Gyan Chand
- 1600-1620 : Bhik Chand
- 1620-1630 : Sultan Chand
- 1630-1645 : Kalyan Chand (†1645)
- 1645-1650 : Tara Chand
- 1650-1665 : Dip Chand
- 1665-1712 : Bhim Chand (≃1651-1712)
- 1712-1741 : Ajmer Chand
- 1741-1778 : Devi Chand (†1778)
- 1778-1824 : Mohan Chand (1772-1824)
- 1824-1839 : Kharak Chand (1813-1839)
- 1839-1850 : Jagat Chand (†1857)
- 1850-1883 : Hira Chand (1835-1883)
- 1883-1889 : Amar Chand (1859-1889)
- 1889-1927 : Bijai Chand (1873-1931), abdiqua
- 1927-1948 : Tikka Anand Chand (1913-1983)

## Lieux et monuments